# Демерара-Махайка
Демерара-Махайка (англ. Demerara-Mahaica) — регион в Гайане. Административный центр — город Парадайз.
На севере регион граничит с Атлантическим океаном, на востоке с регионом Махайка-Бербис, на юге с регионом Аппер-Демерара-Бербис, а на западе с регионом Эссекибо-Айлендс-Уэст-Демерара.
В регион Демерара-Махайка входит столица Гайаны — город Джорджтаун, а также города Бакстон, Энмор, Виктория и Парадайз.

## Население
Правительство Гайаны проводило три официальных переписи, начиная с административных реформ 1980 года: в 1980, 1991 и 2002 годах. Даже несмотря на то, что регион является наименьшим, он имеет самое многочисленное население. В 2012 году население региона достигло 313 429 человек. Официальные данные переписей населения в регионе Демерара-Махайка:
- 2012: 313 429 человек
- 2002: 310 320 человек
- 1991: 296 924 человека
- 1980: 317 475 человек